# Catephia arctipennis
Catephia arctipennis är en fjärilsart som beskrevs av Gustaaf Hulstaert 1924. Catephia arctipennis ingår i släktet Catephia och familjen nattflyn. Inga underarter finns listade i Catalogue of Life.